# Lingua dei segni di Martha's Vineyard
La lingua dei segni di Martha's Vineyard (MVSL, Martha's Vineyard Sign Language) è una lingua dei segni sviluppata spontaneamente dai sordi sull'isola di Martha's Vineyard, nello stato di Massachusetts. È di particolare interesse per i linguisti perché offre un'opportunità unica di studiare la nascita di una lingua quasi estinta.